# Aleksandra Polisiewicz
Aleksandra Polisiewicz (ur. 1974 w Katowicach) – polska artystka sztuki współczesnej i performerka. Występuje pod pseudonimem artystycznym Aleka Polis.
Absolwentka Instytutu Sztuki Uniwersytetu Śląskiego w Cieszynie. Od 2024 doktor sztuki (obroniony na Uniwersytecie Artystycznym w Poznaniu). W 2002 i 2006 otrzymała Stypendium Ministra Kultury i Dziedzictwa Narodowego. W swoich pracach wykorzystuje m.in. wizualizacje przy użyciu animacji komputerowej, wykonywała także prezentacje multimedialne dla Centrum Sztuki Współczesnej Zamek Ujazdowski w Warszawie.
Mieszka i pracuje w Warszawie.

## Wystawy
- 2013 Błąd w czasoprzestrzeni, BWA Bielsko-Biała, wyst. ind.; Wolny strzelec, Narodowa Galeria Sztuki Zachęta, Warszawa; Alternativa 2013, Instytut Sztuki Wyspa, Gdańsk; Punkt bez ja, Galeria Arsenal, Białystok; Miasto, którego nie było, BWA Jelenia Góra; Tkacze, Centrum Sztuki Staniszów; Komentatorki, CSW Zamek Ujazdowski
- 2012 Ceremoniał, Centrum Kultury Krasnoye Znamya, Sankt-Petersburg, Rosja; Chora sztuka, Jerozolima, Warszawa; Follow the White Rabbit!, Dortmunder Kunstverein, Dortmund, Niemcy,  Happiness is a warm gun, the Rizzordi Art Foundation, Saint-Petersburg, Rosja
- 2011 Cyklooksytocyna, Zona Sztuki Aktualnej, Łódź, wyst. ind.; Szachrajki, łobuzy, pasożyty, Studio BWA, Wrocław; Tür an Tür , Polen-Deutschland, 1000 Jahre Kunst und Geschichte, Martin-Gropius-Bau; BerlinDobre sasiedztwo?, wątki niemieckie we współczesnej sztuce polskiej/ wątki polskie we współczesnej sztuce niemieckiej, Kunstraum Kreuzberg, Bethanien, Berlin; Gone to Croatan, HMKV, Dortmund
- 2010 Trickster, Fundacja Profile, Warszawa, wyst. ind.; Ars Homo Erotica, Muzeum Narodowe, Warszawa[3][4]
- 2008 5. Triennale Młodych, Centrum Rzeźby Polskiej, Orońsko;
- 2007 Efekty rzeczywistości, Narodowa Galeria Sztuki Zachęta, Warszawa; Demos kratos, Galeria Bielska BWA, Bielsko-Biała; Sąsiedzi, Festiwal Altonale 9, Kulturforum Altona, Hamburg; Mamidło. Lilth, Galeria Program, Warszawa; Odczarowanie, Galeria BWA, Zielona Góra, Mandala, Galeria Bielska BWA, Bielsko - Biała
- 2006 Demos kratos — władza ludu, Galeria Klimy Bocheńskiej, Warszawa; Nie lękajcie się, mieszkanie prywatne, Warszawa; W Polsce czyli gdzie?, CSW, Warszawa; Viennabiennale, Vienna; Young Art from Poland, Polish Institut, Vienna; Welcome to the media, Królikarnia, Warszawa; Miłość i demokracja, Łaźnia, Gdańsk; femmeusesactions#17, Parc Saint Léger - Centre d'art contemporain, Pougues-les-Eaux; Wyobrażenia Holokausru w Polskiej sztuce wideo i filmie, CSW Warszawa; Dromos, wyst. ind. w ramach W samym centrum uwagi, CSW, Warszawa
- 2005 Jakoś to będzie. Wybory Galeria Piotra Nowickiego, Klub Le Madame, Warszawa; Achtung Polen kommen, Weimar; Integracja, Galeria Program, Warszawa; Performance Club, Galeria Kordegarda, Warszawa; IMPULSE. Zeitgenössische Kunst aus Polen, Polish Institut, Düsseldorf; Tolerate me! Supermarket sztuki V/1, Galeria DAP, Warszawa; Polski film abstrakcyjny 1957 - 2004, CSW Warszawa;
- 2004 Reversed Art and Engineering. Ung polsk Konst, Skulpturens Hus, Stockholm; Święto kobiet, Galeria Lokal, Kraków; Belmondo, Poznań; Ładnie? O ładnym, młyn nr 2 „Ziarno”, Kraków; Suka, wyst. ind., Galeria XX1, Warszawa; Bestiarium podświadomości, wyst. ind., Kronika, Bytom; Matryca, wyst. ind., Galeria XX1, Warszawa[3];
- 2003 InteGracja, Galeria Program, Warszawa; ART Moscow. Polish Brand, Central House of Artists, Moskau; Ulica Św Jana, wyst. ind., Górnośląskie Centrum Kultury, Katowice
- 2002 Wianek cierniowy i róża, Galeria XX1, Warszawa;
- 2001 Kobieta o Kobiecie, Galeria Bielska BWA (Bielsko-Biała); Rybie oko, BGSW Słupsk; Artefakty, Kronika, Bytom; Irreligia. The morphology of the Non-Sacrum in Polish 20th Century Art, Atelier 340 - Museum, Brussels.